# 독도우표
독도우표(獨島郵票)는 대한민국 정부에 의해 발행되는 우표이다. 독도를 테마로 하여 정보통신부 주도로 1954년 처음 발행하였다. 이어서 2002년, 2004년에도 발행이 이루어졌다. 이후 2020년에는 독도재단에 의해 ’대한제국 칙령 제41호’ 제정∙반포 120주년을 맞아 우표첩을 만들었다.
1954년 당시부터 일본은 독도우표 발행에 반감이 있었고, 독도우표가 붙여져 일본으로 건너간 우편물들이 반송된 사례가 있다.